# Obsecratio
Die Obsecratio ist eine Satzfigur bzw. Gedankenfigur und bezeichnet eine flehentliche Bitte. Sie taucht oft in der Form „um ... willen“ auf.

## Beispiele
- Um Himmels willen, nein!
- Um Gottes willen!
- Beim Teutates!